# موتارس
موتارس (انگلیسی: Mutares) شرکت سرمایه‌گذاری آلمانی است، که در سال ۲۰۰۸ تأسیس شد.